# Klibbestakar
Klibbestakar var stänger (stakar) omlindade med halm. De smetades in med lera och användes sedan som underlag för puts på innertaket.
Klibbestakar användes också för att fylla ut mellanrummet i det ramverk av horisontella och vertikala stockar som bildades när blockhusen försågs med dörr- och fönsteröppningar och den så kallade fackverksbyggnaden kom att utvecklas.
Klibbstakar användes såväl av de gamla egyptierna 2000 f.Kr. som av toltekerna i Mexiko och även i Europa, till och med i Skandinavien.